# Lars Melin (skådespelare)
Lars Georg Melin, född 5 mars 1967 i Halmstad, är en svensk skådespelare och teaterregissör, främst känd i rollen som Martinsson i Wallander-filmerna med Rolf Lassgård.

## Biografi
Melin var konstnärlig ledare och teaterchef 2011–2015 för Smålands Musik och Teater i Jönköping och har innan det regisserat pjäser på bland annat Backa teater, Uppsala stadsteater och Riksteatern. Mellan 2016 och 2020 var han konstnärlig ledare för Regionteater Väst för att 2020 bli konstnärlig ledare för Backateatern i Göteborg.
Melin är också trummis i musikgruppen Rya skog och har även medverkat på Martin McFauls skivor Pop Mansion (2007) och Sha La Love (2009).
Melin är son till sångaren, skådespelaren och kostymdesignern Carina Ahrle och bror till konstnären och skådespelaren Bo Melin. Han är dotterson till skådespelarna Elof Ahrle och Birgit Rosengren och gift med skådespelaren Mia Höglund-Melin.

## Filmografi
- 1990 – Makedonia (TV-serie)
- 1990 – Bulan
- 1993 – Blank päls och starka tassar
- 1995 – En på miljonen
- 1996 – Gisslan
- 1996 – Romeo och Julia
- 1997 – Sven
- 1997 – Glappet (TV-serie)
- 2001 – Villospår
- 2001 – Festen
- 2002 – Den femte kvinnan
- 2003 – Mannen som log
- 2004 – South of Heaven - Kapitel 1
- 2005 – Steget efter
- 2006 – Pyramiden
- 2006 – Brandvägg
- 2007 – Gynekologen i Askim (TV-serie)
- 2007 – Pyramiden
- 2008 – De ofrivilliga
- 2009 – Händelse vid bank
- 2010 – Fyra år till
- 2012 – Dom över död man
- 2023 – Vernissage hos Gud

## Teater

### Roller (i urval)
| År   | Roll              | Produktion                     | Regi                           | Teater             |
| ---- | ----------------- | ------------------------------ | ------------------------------ | ------------------ |
| 1992 |                   | Oliver Twist Charles Dickens   | Dag Norgård                    | Norrbottensteatern |
| 1999 |                   | Horisonten är här Mats Kjelbye | Alexander Öberg Malin Stenberg | Teater Bhopa       |
| 2001 | Överste Pickering | Eliza George Bernard Shaw      | Eva Bergman                    | Backa teater       |

### Regi (i urval)
| År   | Produktion                      | Manus                                        | Teater            |
| ---- | ------------------------------- | -------------------------------------------- | ----------------- |
| 2006 | Tiokronorsflickan               | Jonna Nordenskiöld                           | Angereds teater   |
| 2007 | Dumstrut                        |                                              | Backa teater      |
| 2009 | Esther                          | Emma Broström                                | Malmö stadsteater |
|      | Stickor i hjärtat               | Line Knutzon                                 | Backa teater      |
|      | Turkduvan                       | Tomas Heyman, Lars Melin                     | Backa teater      |
| 2011 | Astronauten som inte fick landa | Bea Uusma Schyffert                          | Backa teater      |
| 2017 | Klara färdiga stå               | Emma Broström                                | Regionteater Väst |
| 2018 | På väg                          | Ellen Lion Siöö, Yankho Kamwendo, Lars Melin | Regionteater Väst |
| 2019 | Oroarna                         | Lars Melin, Dimen Abdulla                    | Regionteater Väst |